# Sara Gazarek
Sara Gazarek est une chanteuse de jazz américaine née le 26 février 1982 à Seattle. Son premier album, Yours, produit par le bassiste John Clayton, est paru en 2005, suivi de Return to You, en 2007.

## Discographie
- Yours (2005)
- Return to You (2007)

Blossom & Bee (2012)